# Résolution 2337 du Conseil de sécurité des Nations unies
Membres permanents
- Chine
- États-Unis
- France
- Royaume-Uni
- Russie

Membres non permanents
- Bolivie
- Égypte
- Éthiopie
- Italie
- Japon
- Kazakhstan
- Sénégal
- Suède
- Ukraine
- Uruguay

Résolution no 2336 Résolution no 2338
La résolution 2337 du Conseil de sécurité des Nations unies a été adoptée le 19 janvier 2017 à l'unanimité,. Elle accorde à la Communauté économique des États de l'Afrique de l'Ouest le droit d'envahir la Gambie afin de forcer Yahya Jammeh à quitter le pouvoir et permettre au président élu reconnu par la communauté internationale, Adama Barrow, d'entrer en fonctions,. La mesure est adoptée à l'unanimité par les 15 membres du Conseil de sécurité.

## Contexte
La réunion du Conseil de sécurité des Nations unies a eu lieu alors que le président sortant de la Gambie, Yahya Jammeh, qui a pris le pouvoir le 22 juillet 1994, qui a ensuite été réélu plusieurs fois, et qui a fait exécuter de nombreux opposants et journalistes durant ses 22 ans de pouvoir, vient de perdre l'élection présidentielle gambienne de 2016. Jammeh refuse de laisser le pouvoir, provoquant une crise politique et de nombreuses manifestations. Le vainqueur de l'élection, l'opposant Adama Barrow doit alors se réfugier au Sénégal.

## Conséquences
L'intervention militaire en Gambie est autorisée. Les troupes de plusieurs pays africains, surtout le Sénégal et le Nigeria, pénètrent sur le territoire gambien presque sans accrochage - le chef d'état-major gambien refusant d'engager le combat - le 19 janvier, après qu'Adama Barrow ait prêté serment à l'intérieur de l'ambassade gambienne du Sénégal, puis s'arrêtent pour laisser une dernière chance aux négociations. Le lendemain, Yahya Jammeh accepte de laisser le pouvoir et de partir en exil.